# كينجي أكاباني
كينجي أكاباني (باليابانية: 赤羽根 健治، بالروماجي: Kenji Akabane) مواليد 31 أكتوبر 1984 في تشيبا، اليابان، هو مؤدي أصوات ياباني بدأ نشاطه عام 2008.

## الأدوار

### مسلسلات أنمي
- عدن الشرق
- ماغي
- سورد آرت أونلاين
- حبيبتي الأولى غيارو - كيغو إشيدا.
- مذكرات العطارة - ليهاكو

### أفلام
- ايزي ايه

## روابط خارجية
- كينجي أكاباني على موقع IMDb (الإنجليزية)
- كينجي أكاباني على موقع ميوزك برينز (الإنجليزية)
- كينجي أكاباني على موقع قاعدة بيانات الفيلم (الإنجليزية)
- كينجي أكاباني على موقع كينوبويسك (الروسية)
- كينجي أكاباني على موقع ANN person (الإنجليزية)